# Начальник кінноти
Начальник кінноти (лат. magister equitum) — помічник диктатора у Стародавньому Римі, фактично його заступник на час або у місці його відсутності. Формально не міг діяти самостійно на свій розсуд, навіть за відсутності диктатора. Головний обов'язок (і повноваження) начальника кінноти — командування римською кіннотою у складі війська, довіренного диктатору. Начальник кінноти не міг залишатися на посаді довше диктатора й автоматично позбавлявся повноважень, щойно диктатор складав з себе свої.